# Kenneth Klev
Kenneth Ryvoll Klev  (ur. 15 października 1978 w Bærum) – norweski piłkarz ręczny, reprezentant kraju grający na pozycji lewego rozgrywającego. Obecnie występuje w Bundeslidze, w drużynie Bergischer HC.